# Eutrepsia bipennis
Eutrepsia bipennis är en fjärilsart som beskrevs av Dyar 1913. Eutrepsia bipennis ingår i släktet Eutrepsia och familjen mätare. Inga underarter finns listade i Catalogue of Life.